# Lehmivaaran ja Torakankaan lehdot ja suot
Lehmivaaran ja Torakankaan lehdot ja suot este o arie protejată (arie specială de conservare — SAC, sit de importanță comunitară — SCI) din Finlanda întinsă pe o suprafață de 39 ha, integral pe uscat.

## Localizare
Centrul sitului Lehmivaaran ja Torakankaan lehdot ja suot este situat la coordonatele 64°20′59″N 27°52′51″E / 64.3497°N 27.8808°E.

## Înființare
Situl Lehmivaaran ja Torakankaan lehdot ja suot a fost declarat sit de importanță comunitară în august 1998 pentru a proteja un număr necunoscut de specii din flora spontană și fauna sălbatică aflate în arealul zonei. Situl a fost protejat și ca arie specială de conservare în aprilie 2015.

## Biodiversitate
Situată în ecoregiunea boreală, aria protejată conține 4 habitate naturale: Mlaștini alcaline, Pante stâncoase silicioase cu vegetație casmofită, Păduri fino-scandinave bogate în ierburi cu Picea abies, Mlaștini împădurite.
La baza desemnării sitului se află un număr nedeclarat de specii protejate.